# 山下智茂
山下 智茂（やました ともしげ、1945年〈昭和20年〉2月25日 - ）は、日本の高校野球指導者。学校法人稲置学園理事、金沢星稜大学特任教授、星稜高等学校野球部名誉監督（元・社会科（公民）教諭）、甲子園歴史館顧問。2005年（平成17年）9月1日まで星稜高等学校の野球部監督を務め、甲子園に春夏通算25回導いた。

## 来歴
石川県立門前高等学校から東都の名門・駒澤大学に入学。レギュラーの壁は厚く、公式戦出場はなかった。
大学卒業後、1967年（昭和42年）4月に星稜高校野球部監督に就任。当時は無名校で、野球部用グラウンドはなく、部員は8人だけ。公立校を落ちて嫌々入学した生徒ばかり。自分たちの学校に夢や誇りを持たせたいと考え「3年で甲子園へ行く」と宣言した。「野球が教育というフィールドからはみ出てはいけない」という理念のもと、他の都道府県からの野球留学に対して否定的な見方をしたり（ただし富山県などの隣県から通う部員はいる）、学校の勉強が疎かな生徒に対して練習への参加を禁じたりするなど常に厳しさを持って野球と関わっていた。
その一方で、県内の遠隔地から通学する生徒に対して自宅を下宿として提供。控え選手やマネージャーに対しても例外を設けることはなく、指導した。
監督就任3年後の1970年（昭和45年）に北陸大会準優勝、さらに全国屈指の野球名門校となる同校の甲子園出場は、監督就任5年後の1972年（昭和47年）から始まる。1979年（昭和54年）の箕島戦や1992年（平成4年）の松井秀喜5打席連続敬遠など、高校野球史に残る名勝負を数多く経験。1995年（平成7年）には山本省吾を擁し決勝まで進出（準優勝）。北陸地方の高校としては1978年に選抜で準優勝した福井商に次いで優勝まであと一歩のところまで迫った。時間があれば練習したというノックも秀でた技術を持っており（“マシンガンノック”の異名も）、甲子園での試合前ノックは名物であった。
野球の技術的指導もさながら、生徒への人間教育も徹底していたことで知られ、現在でも石川県内はもとより全国の高校野球指導者が目標とする人物の一人である。指導者になって以降禁煙に努め、全国優勝を果たした際の一服を望んでいたが、最後まで果たすことができず、2005年（平成17年）9月1日をもって監督を引退。同年9月4日に岐阜県の大垣日大高校グラウンドにて阪口慶三監督と両校ナインの前で監督退任セレモニーが行われ、同校との練習試合が最後の采配となった。なお、後任には同校OBで元NTT西日本監督の北川良が就任した。退任後は野球部名誉監督に就任した。
その後も高校野球甲子園大会では、春センバツ・夏選手権と共に民放テレビ局の野球解説者を担当している。特に2006年（平成18年）・第88回夏の甲子園大会決勝戦の、南北海道代表・駒大苫小牧と西東京代表・早稲田実業との試合では、37年振りの引き分け再試合となり、実に2日間に渡っての決勝戦（24イニング・5時間33分）をABCテレビの解説者として出演した。その山下の隣には、奇しくも27年前の夏に箕島対星稜戦で延長18回を戦った当時の監督、尾藤公（こちらはABCラジオに出演）が座っていた。2008年の第90回全国高等学校野球選手権記念大会の決勝戦では尾藤公元監督とABCテレビの解説を務め、ダブル解説が実現した。なお尾藤は2011年（平成23年）3月6日に68歳で死去、当時山下は金沢星稜大野球部の合宿で尾藤のいる和歌山県に滞在していた。葬儀の席で山下は「若い監督と共に素晴らしい高校野球にしていきたい。天国から見守って欲しい。有難う尾藤さん」と涙を拭っていた。
2012年（平成24年）1月18日、尾藤公の後任として、甲子園歴史館顧問に就任。甲子園大会期間中はよく歴史館に足を運ぶといい、そこでビデオ放映されている「箕島対星稜」の映像をじっと覗き込み、周囲にいたファンに「あ、本物だ」と気づかれサインや記念撮影などを行ったこともあったという。
2021年3月に星稜高校を運営する学校法人稲置学園理事を退任。同年9月21日に翌年3月より、母校・石川県立門前高等学校の野球指導アドバイザーに就任することが発表された。週3、4日程度野球部を指導している。2023年11月24日に甲子園塾塾長を勇退する旨が発表された。
2003年6月5日、日本高野連よりイヤーオブザコーチ賞（現在の育成功労賞）で表彰された。
座右の銘は「花よりも花を咲かせる土になれ」である。

## 人物
- 長男の山下智将（としまさ）は、星稜高校野球部OBで専修大学を卒業後は、専修大学附属高等学校野球部コーチや金沢星稜大学職員を経て、2011年に保健体育科教員として星稜高校に着任し、2013年からは部長を務めた[4]。2019年春と2022年夏には監督代行として指揮を執っており、2022年夏には、第104回全国高等学校野球選手権大会に石川県代表として出場を決めている[4]。2023年3月8日に同年4月1日付で監督に就任することが発表された。

## 甲子園での成績
- 春：出場11回・6勝11敗・8強2回
- 夏：出場14回・16勝14敗・準優勝1回（1995年）・4強2回
- 通算：出場25回・22勝25敗・準優勝1回・4強2回・8強2回